# Samułki Duże

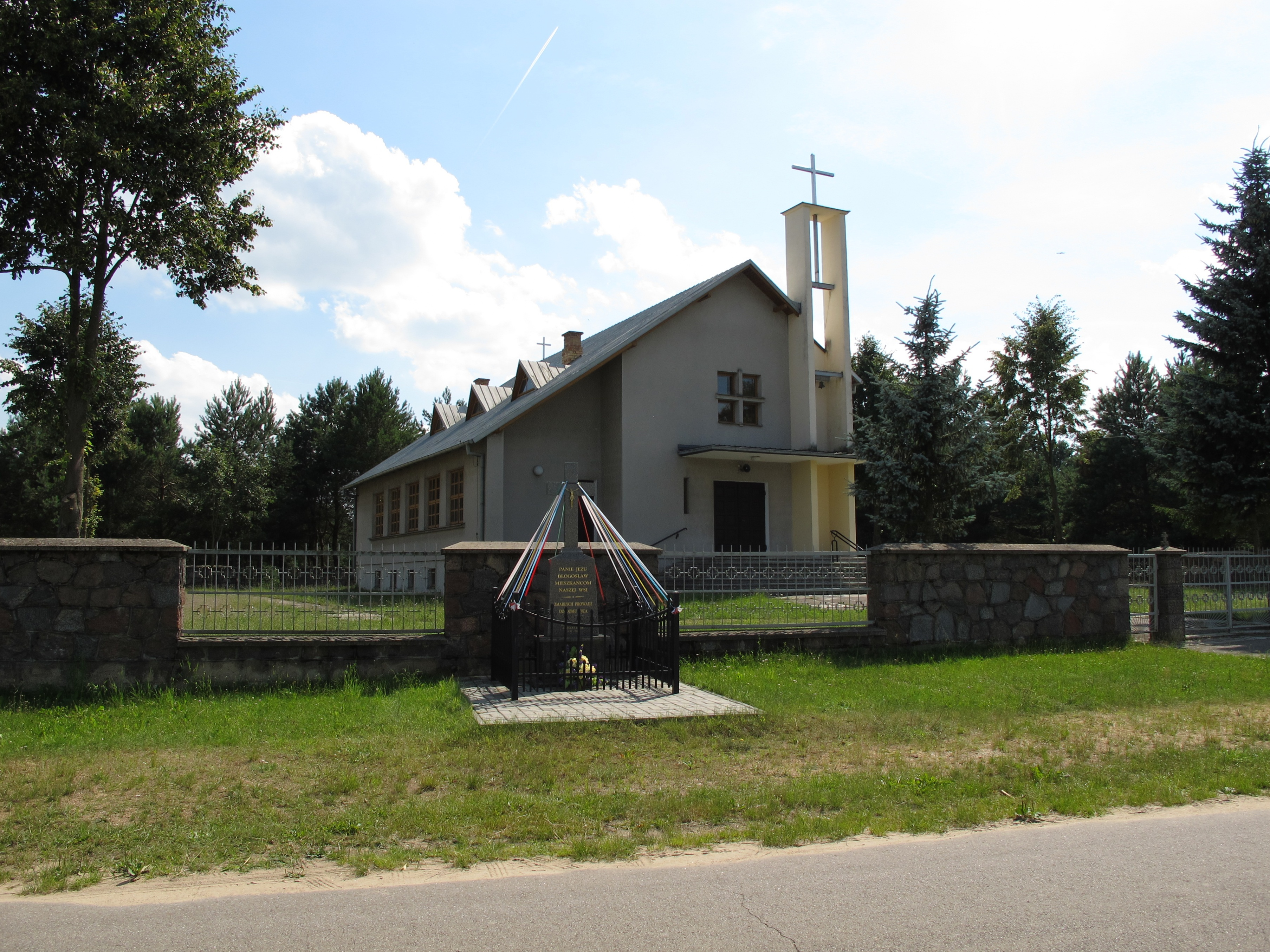
Kaplica pw. Matki Bożej Królowej Polski

Samułki Duże – wieś w Polsce położona w województwie podlaskim, w powiecie bielskim, w gminie Wyszki. Leży w odległości ok. 30 km od Białegostoku. Samułki Duże są położone nad rzeką Narew na szlaku kajakowym. 
Pierwsze wzmianki o wsi pojawiły się w 1524 roku. Nazwa pochodzi od pierwszego osadnika Samołka. We wsi znajduje się kaplica katolicka parafii w Strabli. W roku 1909 w Samułkach urodził się ks. Antoni Chomicki, duszpasterz Podola, Wołynia i całej Ukrainy.
Według Powszechnego Spisu Ludności z 1921 roku wieś zamieszkiwało 175 osób, wśród których 168 było wyznania rzymskokatolickiego, 1 prawosławnego a 6 mojżeszowego. Jednocześnie 168 mieszkańców zadeklarowało polską przynależność narodową, 1 białoruską a 6 żydowską. Było tu 31 budynków mieszkalnych.
W latach 1975–1998 miejscowość administracyjnie należała do województwa białostockiego. Wieś jest położona z dala od dróg w otulinie leśnej. Charakteryzuje się czystym powietrzem. Liczba mieszkańców wsi systematycznie spada. 
Wierni kościoła rzymskokatolickiego należą do parafii Wniebowstąpienia Pańskiego w Strabli.